# Vitstjärtad tityra
Vitstjärtad tityra (Tityra leucura) är en fågelart i familjen tityror inom ordningen tättingar.

## Systematik
Fågeln var fram tills 2006 endast känd från typexemplaret och betraktades som en avvikande subadult individ av svartkronad tityra (T. inqusitor). Sedan 2016 urskiljs den dock som egen art av Birdlife International, IUCN och Handbook of Birds of the World efter observationer från 2006 av en adult mycket lik individ. Sedan 2024 erkänns den även av IOC.

## Utbredning och status
Arten förekommer i sydcentrala amazonska Brasilien från Río Madeira och Río Tapajós flodområde, men har också rapporerats från norra Mato Grosso (Cristalino). Internationella naturvårdsunionen IUCN anser att det inte finns tillräckligt med kunskap för att placera arten i någon hotkategori.